# クエンティン・ジョンストン
クエンティン・ジョンストン（Quentin Johnston, 2001年9月6日 - ）は、アメリカ合衆国テキサス州テンプル出身のプロアメリカンフットボール選手。NFLのロサンゼルス・チャージャーズに所属している。ポジションはワイドレシーバー。

## 経歴

### カレッジ
テキサスクリスチャン大学（TCU）では1年目から先発を務めた。
2年目の2021年シーズンは634レシーブ獲得ヤード、6つのレシービングTDを記録し、オールビッグ12ファーストチームに選出された。
3年目の2022年シーズンもオールビッグ12ファーストチームに選出された。CFPナショナルチャンピオンシップの準決勝となったミシガン大学とのフィエスタボウルでは163レシーブ獲得ヤードを記録し、勝利に貢献した。続くジョージア大学とのチャンピオンシップでは不振に終わってチームも大敗し、優勝を逃した。